# Prunus sibirica

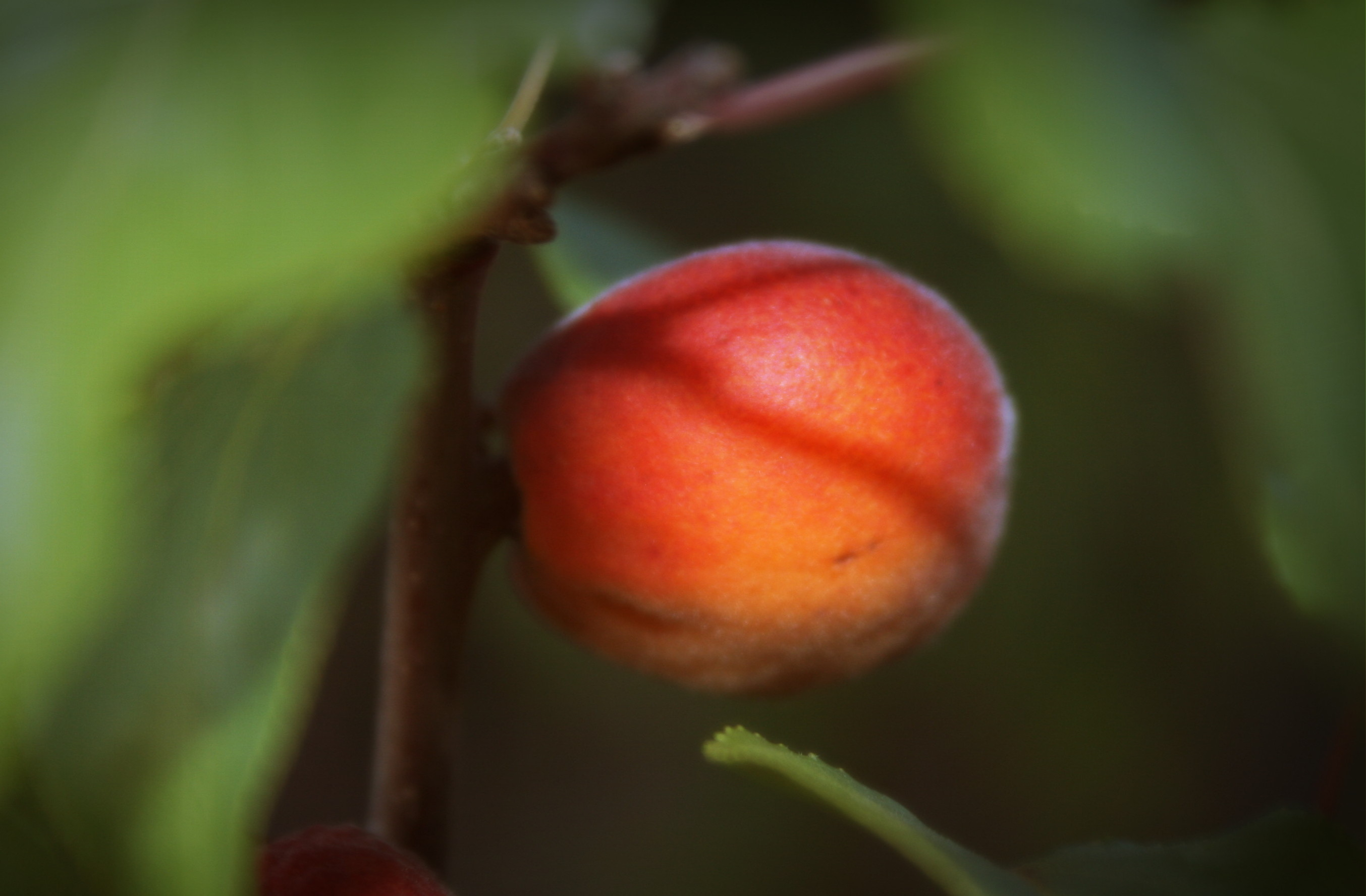
Quả của Prunus sibirica

Prunus sibirica, còn được gọi là sơn hạnh (tiếng Hán: 山杏) hay mơ Siberia, là một loại cây bụi thuộc chi Mận mơ, được Carl Linnaeus đặt tên vào năm 1753, có nguồn gốc từ miền đông Trung Quốc, Nhật Bản, Hàn Quốc, Mông Cổ và đông Siberia. Loài này không được trồng để lấy quả vì chúng không ăn được.

## Mô tả
Loài này có tính đa dạng cao về mặt di truyền. P. sibirica có thể đạt đến độ cao 3 mét. Khả năng chống chịu sương giá của loài này rất tốt và nó có thể sống sót ở nhiệt độ xuống -45 °C.
Vỏ cây có màu xám đen, trong khi các cành có màu đỏ sậm đến nâu sẫm. Cành non mới mọc có lông tơ, nhưng khi trưởng thành thì nhanh chóng biến mất. Chồi mùa đông màu nâu đỏ, hình nón, dài 2 – 4 mm và các cạnh của vảy chồi đều có lông tơ.
Những chiếc lá đơn đều có lá kèm (stipule). Cuống lá ban đầu có lông nhưng sau đó biến mất, dài 2 - 3,5 cm. Lá gần như tròn hoặc có hình trái tim, có răng cưa, dài 5 – 10 cm và rộng 3 – 7 cm; ban đầu lá màu đỏ, có lông mịn, khi phát triển thì chuyển sang màu xanh bóng, rụng lông tơ.
Hoa hình chén, lưỡng tính, có đường kính từ 1,5 đến 3,5 cm, nở vào đầu mùa xuân. Cánh hoa màu trắng rất đẹp, phớt hồng ở gần nhị; lá đài mang màu tím hồng; cuống hoa dài khoảng 1 đến 2 mm.
Cây kết trái vào hè, chuyển từ màu vàng sang cam-đỏ khi chín; bề mặt của trái nào tiếp xúc với ánh mặt trời nhiều thì sẽ ửng đỏ hoàn toàn. Thịt quả khô và dày, vị đắng, hạt bên trong không ăn được.

## Sử dụng
Hạt của P. sibirica được ép để lấy dầu, cung cấp nguồn dầu diesel sinh học. Hàm lượng dầu của loài Prunus mandshurica cao hơn đáng kể so với P. sibirica và cũng có tiềm năng như một nguồn cung cấp dầu diesel sinh học.

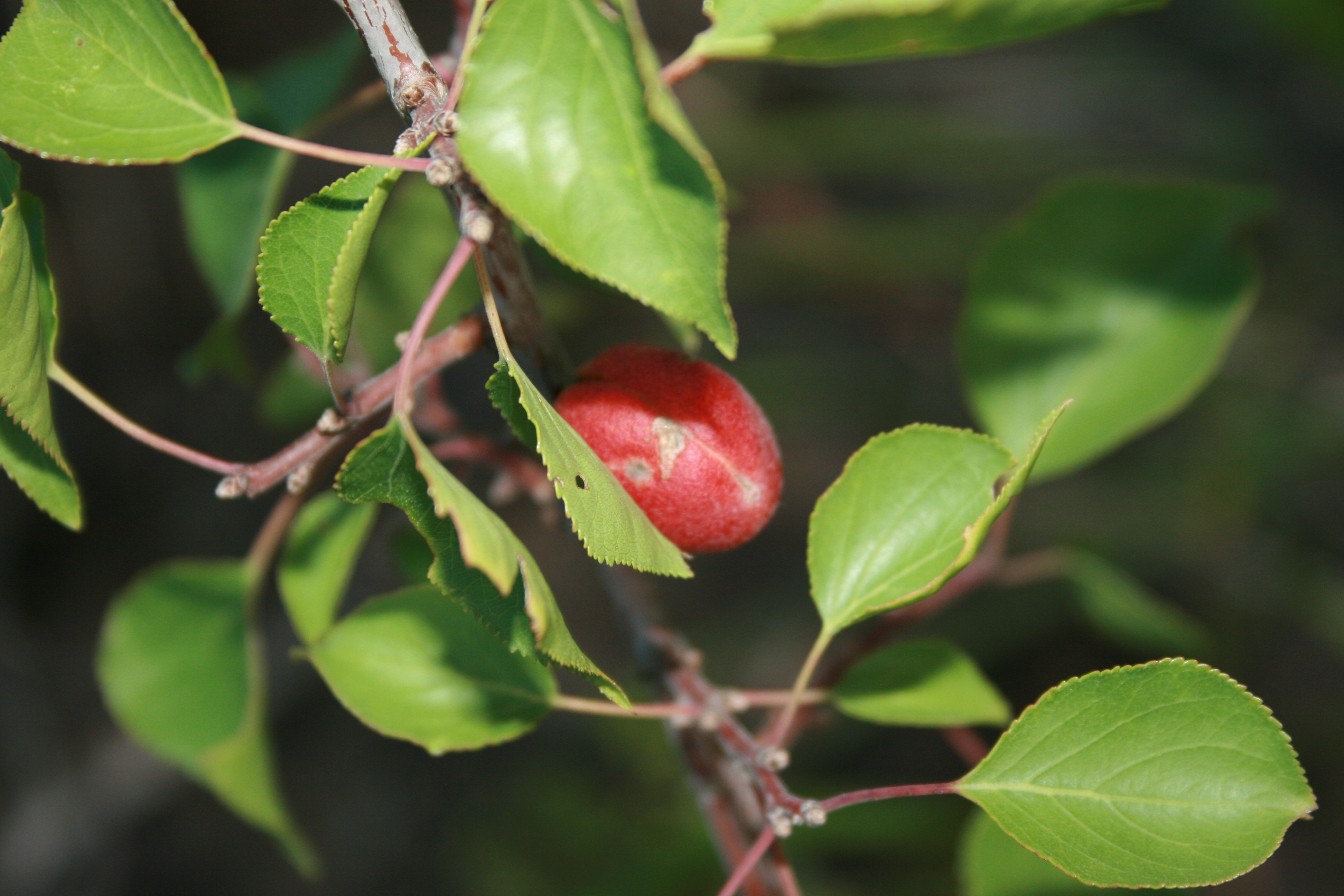
Lá của Prunus sibirica